# Nhân giống bảo tồn
Nhân giống bảo tồn (Preservation breeding) là một nỗ lực hoạt động, công tác của nhiều nhà lai tạo động thực vật nhằm bảo tồn dòng máu (bloodlines/huyết thống) của các loài hoặc của một giống hiếm hoặc các phả hệ hiếm trong một giống, công tác nhân giống bảo tồn còn phục vụ cho mục đích bảo tồn nguồn gen quý hiếm của các giống vật nuôi, giống cây trồng. Thuật ngữ nhân giống bảo tồn lần đầu tiên được sử dụng bởi các giám khảo nổi tiếng của Câu lạc bộ Kennel người Mỹ là Douglas Johnson và Bill Shelton trong các cuộc hội thảo về nhân giống dành cho những người nuôi chó vào đầu những năm 2000. Việc bảo tồn các giống chó và bảo tồn di truyền chó bắt đầu đạt được nhiều sức quan tâm, thu hút hơn vào giữa những năm 2010
Nhân giống bảo tồn có thể có một số mục đích như bảo vệ sự đa dạng di truyền trong một loài hoặc một giống; Bảo tồn những đặc điểm di truyền có giá trị có thể không phổ biến hoặc không hợp thời ở hiện tại, nhưng có thể có giá trị lớn trong tương lai (nhân giống, lưu giữ, phục tráng); Bảo tồn quần thể hoặc tái thiết quần thể của một khu vực mà trước đó một loài đã tồn tại và hỗ trợ một quần thể hoang dã bị khiếm khuyết hoặc bị nhiễm bệnh, bằng cách lai tạo những cá thể khỏe mạnh và thả chúng vào quần thể để tăng cường sức khỏe tổng quát của quần thể.
Nhân giống bảo tồn có thể có các hình thức và các cơ chế sau: Nhân giống có chọn lọc các giống quý hiếm và các dòng dõi quý hiếm theo phả hệ, bổ bang, đặc biệt là theo dõi di truyền giống trong các quần thể nhỏ để đảm bảo tính đa dạng được duy trì càng nhiều càng tốt; Các giống quý hiếm bị thiếu hụt gen nguy hiểm đến sự tồn vong có thể được cố ý lai tạo với các giống khác có gen quan trọng, để bảo tồn giống quý hiếm cho tương lai.

## Trên thế giới
Nhiều nước trên thế giới và các tổ chức quốc tế tập trung bảo tồn nguồn gen động vật hoang dã quý hiếm và vật nuôi bản địa. Các nước phát triển như Hoa Kỳ, Nhật Bản, Hàn Quốc có chiến lược sưu tầm, tập hợp nhiều nguồn gen động vật nguyên thủy, vật nuôi bản địa (chưa bị lai tạp) và quý hiếm trên thế giới để lưu giữ ở dạng tế bào. Tại các nước phát triển, việc bảo tồn nguồn gen động vật, ngoài bảo tồn tại chỗ và nguyên trạng thì đều xây dựng và phát triển các trung tâm bảo tồn nguồn gen quốc gia ở cấp độ tế bào. Mỗi khi xã hội cần thì từ nguồn tế bào đó có thể tạo ra thế hệ động vật hoàn chỉnh phục vụ cho công tác lai tạo giống mới, sản xuất và phát triển nông nghiệp. Với sự phát triển của khoa học và công nghệ, việc ứng dụng công nghệ tái biệt hóa tế bào, nhân bản vô tính động vật và công nghệ sinh học sinh sản hiện đại đã được nghiên cứu và áp dụng để bảo tồn nguồn gen động vật bản địa quý hiếm.

## Tại Việt Nam
Ở Việt Nam hiện nay đang diễn ra sự tuyệt chủng của nhiều giống vật nuôi bản địa quý hiếm, những giống tuy năng suất thấp nhưng mang những đặc điểm quý như thơm ngon, thích nghi với điều kiện sinh thái sẽ làm mất dần đa dạng tài nguyên di truyền, cạn kiệt nguồn đa dạng sinh học, nguồn tài nguyên di truyền bị thách thức lớn do các hệ sinh thái bị phá vỡ, sự gia tăng nhập nội các giống vật nuôi có năng suất cao sản và giá trị kinh tế cao. Việc không sử dụng các nguồn gen vật nuôi bản địa có chất lượng cao của địa phương để lai tạo, chọn giống, tạo ra giống mới đã làm cho tốc độ tuyệt chủng của các loài động hoang dã quý hiếm và vật nuôi bản địa của Việt Nam ngày càng tăng.
Tại Việt Nam, công tác bảo tồn nguồn gen động quý hiếm chủ yếu là bảo tồn tại chỗ. Tuy nhiên việc bảo tồn tại chỗ thì không bền vững và rất dễ mai một. Để bảo tồn, khai thác và phát triển nguồn gen động vật bản địa quý hiếm của Việt Nam một cách bền vững phục vụ cho phát triển nông nghiệp, bên cạnh phương pháp bảo tồn cổ điển là bảo tồn tại chỗ và bảo tồn chuyển vị, Việt Nam cần ứng dụng các công nghệ sinh học tiên tiến như tái biệt hóa tế bào, công nghệ sinh học sinh sản hiện đại để lưu trữ nguồn gen động vật quý hiếm. 